# Naturschutzgebiet Freienholz
Das Naturschutzgebiet Freienholz (Kriegholz) ist ein 59 Hektar umfassendes Naturschutzgebiet in Mecklenburg-Vorpommern. Es befindet sich östlich von Rostock, nördlich von Sanitz und wurde am 12. Dezember 1957 ausgewiesen. Das Schutzziel besteht im Erhalt eines alten strukturreichen  und stellenweise vermoorten Laubwaldgebiets. Der Gebietszustand wird als gut eingeschätzt, da sich der Baumbestand nutzungsfrei entwickeln kann. Ein rund 15 Hektar großer Teilbereich wird als Naturwaldreservat Kriegholz wissenschaftlich untersucht. Eine Einsichtnahme in die Schutzgebietsflächen ist von einem Wanderweg aus möglich.